# Chuyện của Pao
Chuyện của Pao é um filme de drama vietnamita de 2006 dirigido e escrito por Quang Hai Ngo. Foi selecionado como representante do Vietnã à edição do Oscar 2007, organizada pela Academia de Artes e Ciências Cinematográficas.

## Elenco
- Đỗ Thị Hải Yến